# Parlamentswahl in Serbien 2023
- SPS: 18
- SPN: 65
- Mind.: 11
- SNS: 129
- RS: 1
- DSS: 13
- MI: 13

Die Parlamentswahl in Serbien im Jahr 2023 fand am 17. Dezember 2023 statt.
Die Wahl war ursprünglich erst für 2026 geplant, wurde aber vom serbischen Präsidenten Aleksandar Vučić nach einer Protestwelle vorgezogen und ist bereits die dritte Wahl in weniger als vier Jahren. Die Gründe für den erneuten Wahlgang werden in sich zuspitzenden gesellschaftlichen Konflikten gesehen. Neben der Parlamentswahl wurden Lokalwahlen in 65 Kommunen und Regionalwahlen in der Autonomen Provinz Vojvodina ausgeschrieben.
Die regierende SNS liegt bei 46,7 Prozent und das Oppositionsbündnis SPN („Serbien gegen Gewalt“) bei 23,7 Prozent. Oppositionspolitiker und eine NGO beobachteten Unregelmäßigkeiten bei den Wahlen. 
Auch eine internationale Beobachtermission aus Vertretern der Organisation für Sicherheit und Zusammenarbeit in Europa (OSZE), des EU-Parlaments und des Europaparats berichtete über Fälle von Gewalt, Stimmenkauf und das Füllen der Wahlurnen mit gefälschten Stimmzetteln. Am Tag nach der Wahl kam es in Belgrad zu Protesten und der Ankündigung von Hungerstreiks, bis die Wahlergebnisse der Belgrader Wahl annulliert würden. Das Auswärtige Amt in Berlin erklärte, die vorgeworfenen Verstöße seien "für ein Land mit EU-Kandidatenstatus inakzeptabel". Am 20. Dezember verkündete die Wahlkommission eine Wiederholung der Abstimmung in 30 Wahllokalen, in denen bisher noch keine Ergebnisse ermittelt werden konnten. Diese soll am 30. Dezember stattfinden. Die Kritik aus Berlin wies Vučić zurück. Ein „wichtiges Land“ habe sich „auf brutalste Art“ in die Wahlen eines souveränen Landes eingemischt.

## Teilnehmende Parteien
Im Folgenden sind die offiziellen Wahllisten aufgeführt, die von der serbischen Wahlkommission (RIK) veröffentlicht wurden.
| #  | Partei/Bündnis                                                                  | Partei/Bündnis | Partei/Bündnis                        | Spitzenkandidat/-in          | Politische Ausrichtung     | Europäische Partei | Bemerkungen |
| -- | ------------------------------------------------------------------------------- | -------------- | ------------------------------------- | ---------------------------- | -------------------------- | ------------------ | ----------- |
| 1  |                                                                                 |                | Srbija ne sme da stane                | Miloš Vučević                | Populismus, Konservatismus | EVP                |             |
| 1  | SNS, SDPS, PS, PUPS, SNP, SPO, NSS, USS, ZS, SL, SMS                            |                |                                       | Miloš Vučević                | Populismus, Konservatismus | EVP                |             |
| 2  |                                                                                 |                | Ivica Dačić – Premijer Srbije         | Ivica Dačić                  | Linkspopulismus            | –                  |             |
| 2  | SPS, JS, ZS                                                                     |                |                                       | Ivica Dačić                  | Linkspopulismus            | –                  |             |
| 3  |                                                                                 |                | Serbische Radikale Partei             | Vojislav Šešelj              | Rechtsextremismus          | –                  |             |
| 4  |                                                                                 |                | Nacionalno okupljanje                 | Milica Đurđević Stamenkovski | Ultranationalismus         | –                  |             |
| 4  | SSZ, Dweri, BPS                                                                 |                |                                       | Milica Đurđević Stamenkovski | Ultranationalismus         | –                  |             |
| 5  |                                                                                 |                | Nacionalno demokratska alternativa    | Miloš Jovanović              | Nationalkonservatismus     | –                  |             |
| 5  | DSS, POKS                                                                       |                |                                       | Miloš Jovanović              | Nationalkonservatismus     | –                  |             |
| 6  |                                                                                 |                | Vajdasági Magyar Szövetség            | Bálint Pásztor               | Ungarische Minderheit      | EVP                | M           |
| 6  | unterstützt von MEP, VMDP                                                       |                |                                       | Bálint Pásztor               | Ungarische Minderheit      | EVP                | M           |
| 7  |                                                                                 |                | Srbija protiv nasilja                 | Radomir Lazović              | Sozialliberalismus         | SPE, ALDE          |             |
| 7  | SSP, NPS, ZLF, DS, Zajedno!, SRCE, EU, PSG, NLS, PzP, GDP, Sloga, Otadžbina, RP |                |                                       | Radomir Lazović              | Sozialliberalismus         | SPE, ALDE          |             |
| 8  |                                                                                 |                | Ujedinjeni za pravdug                 | Usame Zukorlić               | Minderheitsrechte          | –                  | M           |
| 8  | SPP, DSHV                                                                       |                |                                       | Usame Zukorlić               | Minderheitsrechte          | –                  | M           |
| 9  |                                                                                 |                | Stranka demokratske akcije Sandžaka   | Selma Kučević                | Bosnische Minderheit       | –                  | M           |
| 10 |                                                                                 |                | Koalicija za mir i toleranciju        | Jahja Fehratović             | Minderheitsrechte          | –                  | M           |
| 10 | ZBR, MPSZ, DZH, PNR, TS, BGS, SC, VP, GSGS, SJ, UZRMNMS, UBR                    |                |                                       | Jahja Fehratović             | Minderheitsrechte          | –                  | M           |
| 11 |                                                                                 |                | Narodna stranka                       | Vuk Jeremić                  | Nationalkonservatismus     | –                  |             |
| 12 |                                                                                 |                | Dobro jutro Srbijo                    | Saša Radulović               | Rechtspopulismus           | EKR                |             |
| 12 | DJB, SDS. OBAP                                                                  |                |                                       | Saša Radulović               | Rechtspopulismus           | EKR                |             |
| 13 |                                                                                 |                | Politička borba Albanaca se nastavlja | Šaip Kamberi                 | Albanische Minderheit      | –                  | M           |
| 13 | PVD, DP, LPD, UDS                                                               |                |                                       | Šaip Kamberi                 | Albanische Minderheit      | –                  | M           |
| 14 |                                                                                 |                | Mi - Glas iz Naroda                   | Branimir Nestorović          | Nationalismus              | –                  |             |
| 15 |                                                                                 |                | Srbija na zapadu                      | Vladimir Kovačević           | Liberalismus               | –                  |             |
| 15 | Nova–D2SP, GDF                                                                  |                |                                       | Vladimir Kovačević           | Liberalismus               | –                  |             |
| 16 |                                                                                 |                | Ruska stranka                         | Slobodan Nikolić             | Russophilie                | –                  | M           |
| 16 | zusammen mit NKPJ                                                               |                |                                       | Slobodan Nikolić             | Russophilie                | –                  | M           |
| 17 |                                                                                 |                | Liberalno-demokratska partija         | Čedomir Jovanović            | Liberalismus               | –                  |             |
| 18 |                                                                                 |                | Albanska demokratska alternativa      | Visar Mehmeti                | Albanische Minderheit      | –                  | M           |
| 18 | APN, LR                                                                         |                |                                       | Visar Mehmeti                | Albanische Minderheit      | –                  | M           |

M – Liste der Minderheiten

## Umfragen
| Institut  | Datum    | SNS    | SPN      | Narodna  | SPS    | NO      | NADA  | DJB     | SRS   | SnZ   | VMSZ  | UzP   | SDAS  | PBAN  | ADA   | KZMT  | Mi–GIN | RS    | LDP   | Sonst. |
| --------- | -------- | ------ | -------- | -------- | ------ | ------- | ----- | ------- | ----- | ----- | ----- | ----- | ----- | ----- | ----- | ----- | ------ | ----- | ----- | ------ |
| Ipsos     | 14.12.23 | 44,6 % | 23,6 %   | 1,2 %    | 8,7 %  | 3,2 %   | 4,9 % | 2,1 %   | 1,0 % | 0,1 % | 1,4 % | 0,7 % | 0,3 % | 0,2 % | 0,1 % | 0,0 % | 4,4 %  | 0,2 % | 0,3 % | –      |
| OFID      | 14.12.23 | 38,7 % | 27,1 %   | 1,3 %    | 8,9 %  | 6,1 %   | 5,3 % | 2,4 %   | 1,7 % | –     | 1,6 % | –     | –     | –     | –     | –     | 2,8 %  | –     | –     | 4,1 %  |
| NSPM      | 12.12.23 | 39,8 % | 25,6 %   | 2,8 %    | 8,9 %  | 6,5 %   | 5,9 % | 2,2 %   | 1,5 % | –     | 1,5 % | 1,2 % | –     | –     | –     | –     | 2,3 %  | –     | –     | 1,8 %  |
| NSPM      | 15.11.23 | 39,2 % | 25,8 %   | 3,2 %    | 8,1 %  | 5,1 %   | 4,4 % | 3.2     | 2,5 % | –     | –     | –     | –     | –     | –     | –     | –      | –     | –     | 11,7 % |
| Wahl 2022 | 03.04.22 | 43,0 % | 18,4 % A | 18,4 % A | 11,4 % | 7,6 % B | 5,4 % | 3,1 % C | 2,2 % | 1,7 % | 1,6 % | 0,9 % | 0,5 % | 0,3 % | 0,1 % | –     | –      | –     | –     | 3,9 %  |

## Ergebnis
| Listen                              | Listen | Stimmen   | %    | Mandate |
| ----------------------------------- | --- | --------- | ---- | ------- |
|                                     | Aleksandar Vučić – Srbija ne sme da stane - Serbische Fortschrittspartei - Socijaldemokratska partija Srbije - Pokret socijalista - Partija ujedinjenih penzionera Srbije - Srpska narodna partija - Srpski Pokret Obnove - Narodna seljačka stranka - Ujedinjena seljačka stranka - Zdrava Srbija - Srpska levica - Stranka moderne Srbije                                 | 1.783.701 | 46,8 | 129     |
|                                     | Srbija protiv nasilja - Stranka slobode i pravde - Narodni pokret Srbije - Zeleno–levi front - Demokratska Stranka - Zajedno! - Srbija centar - Ekološki ustanak - Pokret slobodnih građana - Novo lice Srbije - Pokret za preokret - Građanska demokratska partija - Udruženi sindikati Srbije "Sloga" - Otadžbina - Rumunska partija                                      | 902.450   | 23,7 | 65      |
|                                     | Ivica Dačić – Premijer Srbije - Sozialistische Partei Serbiens - Jedinstvena Srbija - Zeleni Srbije | 249.916   | 6,6  | 18      |
|                                     | Nacionalno demokratska alternativa - Demokratische Partei Serbiens - Pokret obnove Kraljevine Srbije | 191.431   | 5,0  | 13      |
|                                     | Mi - Glas iz Naroda | 178.830   | 4,7  | 13      |
|                                     | Nacionalno okupljanje - Srpska stranka Zavetnici - Dweri - Bunt-Prava Srbija | 105.165   | 2,8  | –       |
|                                     | Vajdasági Magyar Szövetség | 64.747    | 1,7  | –       |
|                                     | Serbische Radikale Partei | 55.782    | 1,5  | –       |
|                                     | Dobro jutro Srbijo - Dosta je bilo - Socijaldemokratska stranka - Otete bebe | 45.079    | 1,2  | –       |
|                                     | Narodna stranka | 33.388    | 0,9  | –       |
|                                     | Ujedinjeni za pravdug - Stranka pravde i pomirenja - Demokratski savez Hrvata u Vojvodini | 29.066    | 0,8  | 2       |
|                                     | Stranka demokratske akcije Sandžaka | 21.827    | 0,6  | 2       |
|                                     | Politička borba Albanaca se nastavlja - Partija za demokratsko delovanje - Demokratska partija - Pokret za demokratski progres - Demokratska unija Albanaca | 13.501    | 0,4  | 1       |
|                                     | Ruska stranka – Nova Komunistička Partija Jugoslavije | 11.369    | 0,3  | 1       |
|                                     | Liberalno-demokratska partija | 9.243     | 0,2  | –       |
|                                     | Koalicija za mir i toleranciju - Za budućnost i razvoj - Magyar Polgári Szövetség - Demokratska zajednica Hrvata - Partidul Neamului Românesc - Tolerancija Srbije - Bošnjačka građanska stranka - Stranka Crnogoraca - Vojvođanski pokret - Građanska stranka Grka Srbije - Savez Jugoslovena - Unija ženske romske mreže i neromske mreže Srbije - Unija Banatskih Rumuna | 6.786     | 0,2  | –       |
|                                     | Srbija na zapadu - Nova stranka - Građanski Demokratski Forum | 5.462     | 0,1  | –       |
|                                     | Albanska demokratska alternativa - Alternativa për ndryshim - Pokret za reforme | 3.235     | 0,1  | –       |
| Ungültige Stimmen                   | Ungültige Stimmen | 104.029   | 2,7  | –       |
| Gesamt                              | Gesamt | 3.815.007 | 100  | 250     |
|                                     | |           |      |         |
| Gültige Stimmen                     | Gültige Stimmen | 3.710.978 | –    |         |
| Wähler                              | Wähler | 3.815.007 | 58,7 |         |
| Wahlberechtigte                     | Wahlberechtigte | 6.500.666 |      |         |
|                                     | |           |      |         |
| Quelle: Republička izborna komisija | |           |      |         |